# Falas
De Falas (Nederlands: Kust) is een gebied in Beleriand en komt voor in De Silmarillion van J.R.R. Tolkien. Het woord falas betekent strand in de Elfse taal Sindarijns.
De Falas was een lange kuststrook ten zuiden van Nevrast, aan de westelijke kust van Beleriand. De rivieren de Brithon en de Nenning vloeiden hier in de zee. De kust werd bewoond door Sindar die werden geregeerd door Círdan. Zij bouwden er de grote havens Brithombar en Eglarest.

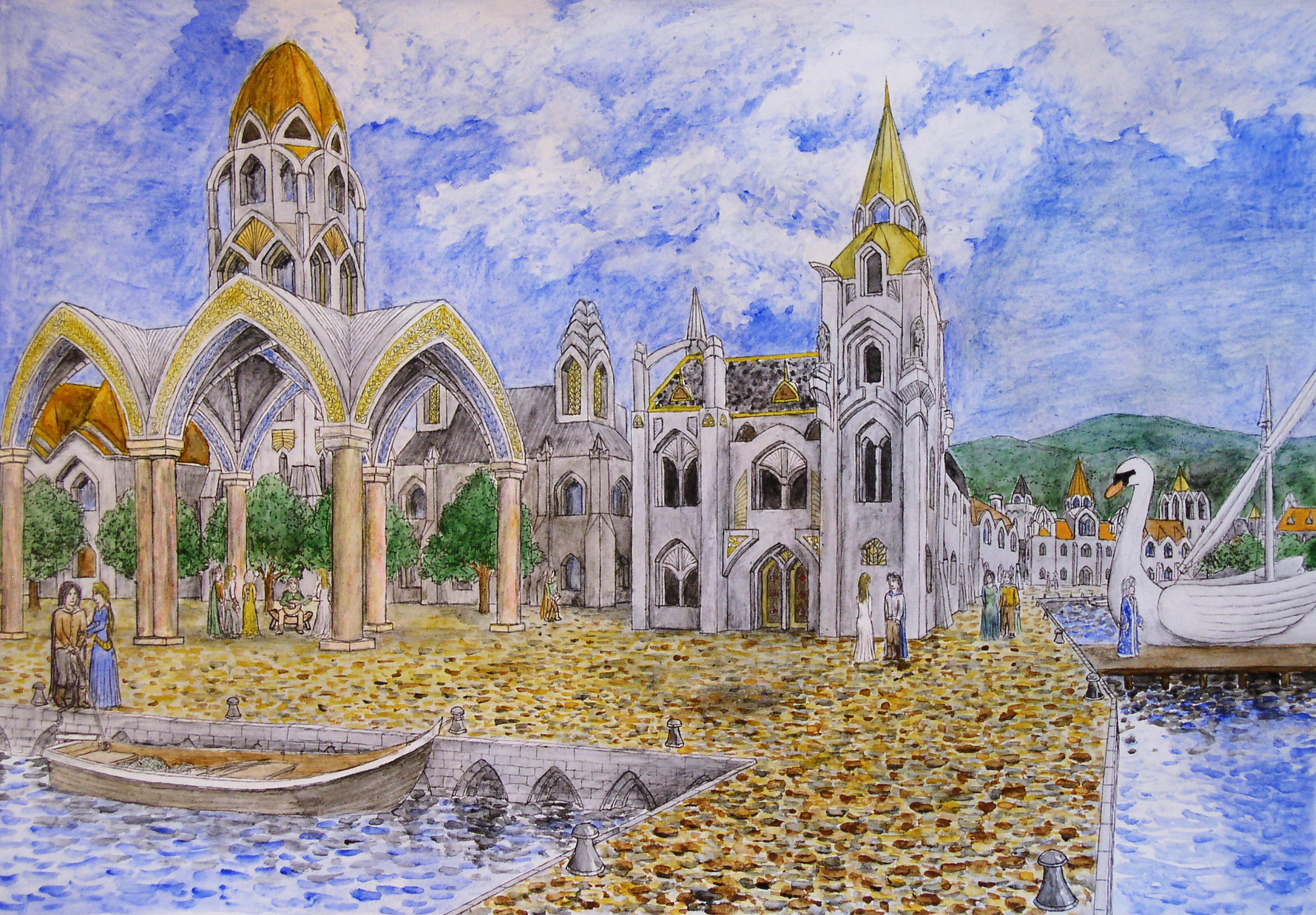
Brithombar, een van de twee prominente steden van Falas

In het jaar 65 van de Eerste Era bouwde Finrod er de Barad Nimras (Nederlands: Toren van de Witte Hoorn) op een klif tussen Brithombar en Eglarest, met als doel uit te kijken naar een mogelijke aanval door de troepen van Morgoth van over zee. Deze angst was echter ongegrond want zowel Morgoth als zijn dienaren vreesden de macht die Ulmo had over de wateren van Midden-Aarde.
In de Eerste Slag om Beleriand overrompelden de troepen van Morgoth de Falas en belegerden ze de havens Brithombar en Eglarest. Ze waren echter gedwongen om het beleg op te geven om meer troepen beschikbaar te kunnen stellen voor de Tweede Slag om Beleriand.
In het jaar 473 van de Eerste Era werden de havens definitief verwoest. Círdan en zijn volk vluchtten naar de mondingen van de Sirion (een deel van Arvernien) en het Eiland Balar.
Na de Oorlog van Gramschap werd de Falas samen met heel Beleriand door de zee verzwolgen.